# Meriania crassiramis
Meriania crassiramis är en tvåhjärtbladig växtart som först beskrevs av Charles Victor Naudin, och fick sitt nu gällande namn av John Julius Wurdack. Meriania crassiramis ingår i släktet Meriania och familjen Melastomataceae. IUCN kategoriserar arten globalt som nära hotad. Inga underarter finns listade i Catalogue of Life.